# خوسيه آنخل إريبار

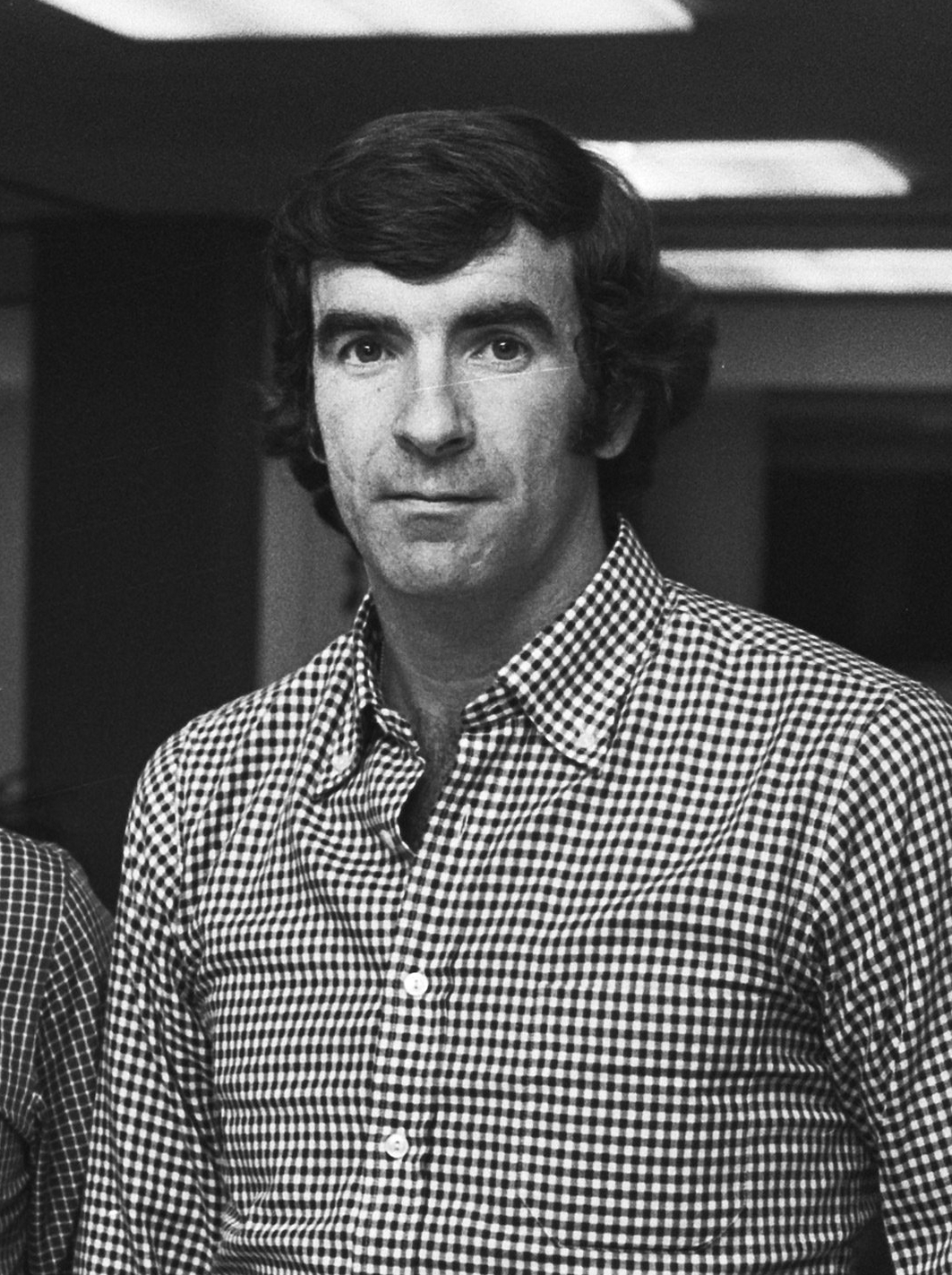
خوسيه أنغل إريبار (1978)

خوسيه أنغل إريبار (بالإسبانية: José Ángel Iribar) ، من مواليد 1 مارس 1943 ، لاعب كرة قدم إسباني سابق.
لعب مع منتخب إسبانيا لكرة القدم.

## روابط خارجية
- خوسيه آنخل إريبار على موقع الاتحاد الدولي (مؤرشف)  (الإنجليزية)
- خوسيه آنخل إريبار على موقع قاعدة بيانات كرة القدم.إي يو (الإنجليزية)
- خوسيه آنخل إريبار على موقع ناشيونال فوتبول تيمز (الإنجليزية)
- خوسيه آنخل إريبار على موقع عالم كرة القدم.نت (الإنجليزية)